# Тєгаєв Олександр В'ячеславович
Олександр В'ячеславович Тєгаєв (нар. 5 вересня 1975, Кривий Ріг, УРСР) — український футболіст, виступав на позиції нападника.

## Життєпис
Вихованець молодіжної академії «Дніпро-75». Перший тренер — Ігор Вєтрогонов. У 1992 році 15-річний Олекандр почав залучатися до першої команди дніпропетровського «Дніпра». 7 травня 1992 року дебютував у Вищій лізі в поєдинку проти київського «Динамо» (Київ). Через відсутність стабільної ігрової практики перейшов до павлоградського «Шахтаря», а потім до запорізького «Віктора». У 1996 році завершив ігрову кар'єру в складі новомосковського «Металурга».

## Досягнення

### Командні
- Вища ліга України
  -  Бронзовий призер (1): 1992

### Особисті
- Майстер спорту СРСР (1992)